# 达恩·托科斯基
Aluf 达恩·托科斯基（希伯來語：‎；1921年1月17日—）是一名退休的以色列空军军官，从1953年到1958年擔任以色列空军司令。同时作为一位著名的投资者，他帮助创立以色列第一支风险投资基金会。